# Черквето (Терамо)
Черквето (итал. Cerqueto) је насеље у Италији у округу Терамо, региону Абруцо.
Према процени из 2011. у насељу је живело 241 становника. Насеље се налази на надморској висини од 618 м.